# 王應豸
王應豸（1580年—1632年），字惠文，號繡廷，山東萊州府掖縣（今萊州市）人。明末政治人物。

## 生平
萬曆四十年（1612年）壬子科山東鄉試舉人，天啟二年（1622年）中壬戌科二甲六十名進士，工部觀政，四年授戶部贵州司主事，五年升郎中，永平管粮。因諂魏忠賢，平步青雲。天啟六年（1626年），陞山東按察司僉事。歷陞山東副使、參政，加太常寺少卿銜。崇禎初以都察院右都御史，巡撫順天。崇禎二年（1629年）春，薊州士卒索餉，幾至叛變，圍巡撫王應豸於遵化。應豸竟在飯中下毒，欲誘而盡殺之，諸軍更加大亂。崇禎帝命巡按御史方大任調查，揭出其克扣軍餉克餉之事，被革职下獄論死，崇祯五年被杀，年五十三。

## 故居
其旧居在萊州东南隅，王家楼街路北。时山东巡抚余大成赠书“大中丞第”匾额，至今尚存。

## 家族
曾祖王佐。祖父王嘉宾，贈中大夫布政司右參政。父王铎，官教授。母周氏。弟王汉、孫王烈、曾孙王壮皆为进士，有“一门四进士”之譽。